# دانشگاه اراسموس روتردام
دانشگاه اراسموس روتردام (به هلندی: Erasmus Universiteit Rotterdam) یک دانشگاه تحقیقاتی دولتی در شهر روتردام هلند است که در سال ۱۹۱۳ میلادی بنیان‌نهاده شده‌است.
نام این دانشگاه برگرفته از نام دزیدریوس اراسموس، فیلسوف سده پانزدهم میلادی در هلند است که در روتردام زاده شد.

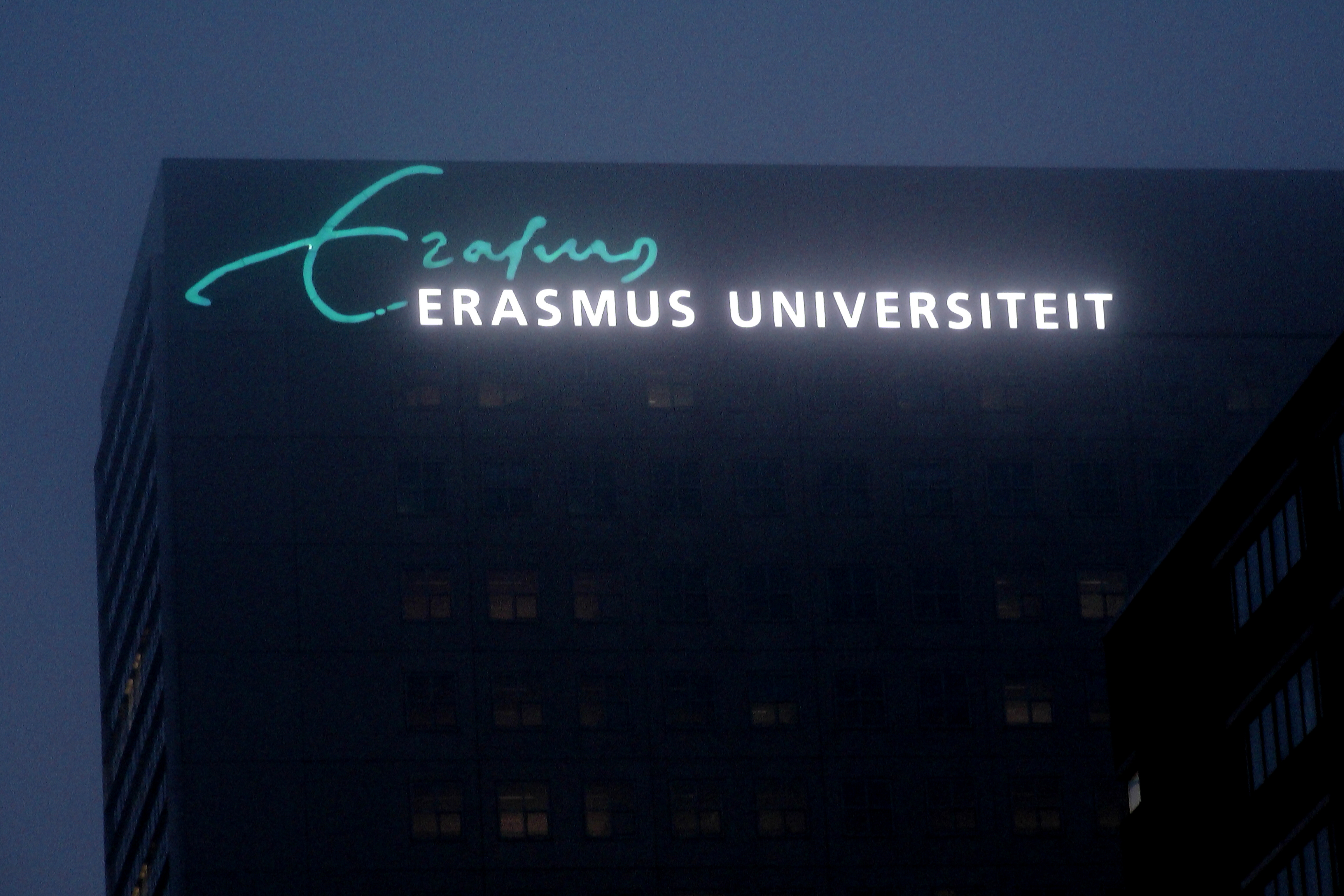
نمایی از ساختمان مرکزی دانشگاه اراسموس روتردام در شب

فعالیت‌های آموزشی دانشگاه اراسموس بیشتر روی رشته‌های در پیوند با فرهنگ، بهداشت، حقوق، دانش‌های اجتماعی، سیاسی، مدیریت و پزشکی متمرکز است.
مرکز پزشکی دانشگاه اراسموس به عنوان یکی از معتبرترین مراکز پزشکی اروپا به شمار می‌آید.
پیشینه فعالیت دانشگاه اراسموس گرچه به سال ۱۹۱۳ بازمی‌گردد ولی دانشگاه به فرم کنونی‌اش در سال ۱۹۷۳ سازماندهی شده است.
این دانشگاه در بروکسل نیز دارای شعبه‌ای است.

## رتبه بندی

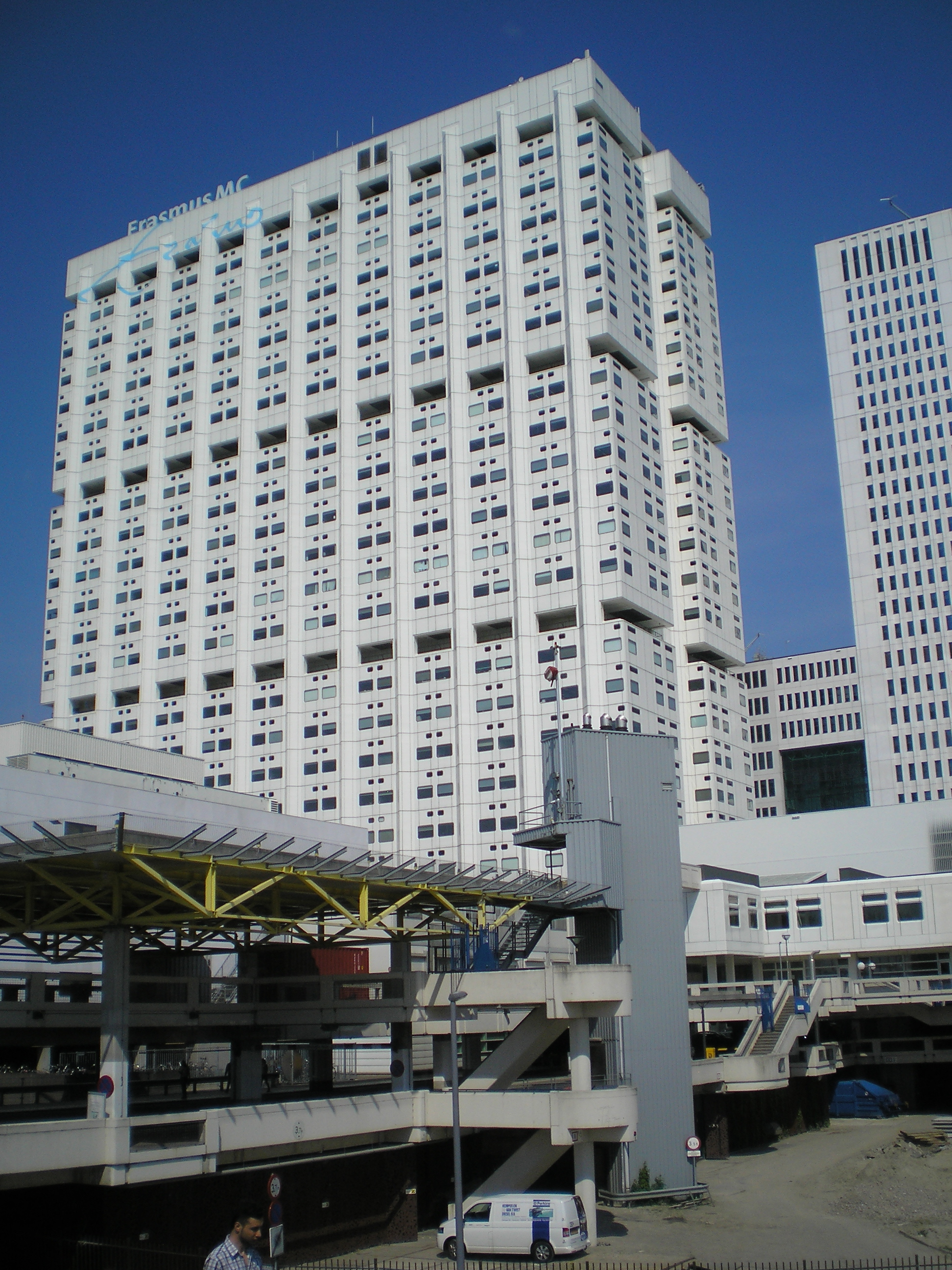
مرکز پزشکی اراسموس

در رتبه بندی دانشگاه ی جهان QS در سال ۲۰۲۰ دانشگاه اراسموس روتردام در رتبه  ۱۸۳ دنیا و هشتم هلند قرار گرفته است. همچنین بر اساس رتبه بندی موسسه تایمز در سال ۲۰۲۰ این دانشگاه در رتبه ۶۹ دانشگاه های جهان قرار دارد.

## دانشکده ها
دانشکده های دانشگاه اراسموس روتردام عبارتند از :
- دانشکده فلسفه
- دانشکده تاریخ، فرهنگ و اطلاعات
- دانشکده اقتصاد
- دانشکده مدیریت
- دانشکده حقوق
- دانشکده سیاست  سلامت و مدیریت
- موسسه بین المللی علوم اجتماعی
- دانشکده علوم رفتاری و اجتماعی